# Dickopsbach
Der Dickopsbach ist ein 10,4 km langer, linker Nebenfluss des Rheins im nordrhein-westfälischen Wesseling, Deutschland. Im Oberlauf wird der Bach Lenterbach und Geildorfer Bach genannt. Der Bach bildet streckenweise die Grenze zwischen dem Brühler Ortsteil Schwadorf und dem Bornheimer Ortsteil Merten sowie zwischen dem Wesselinger Ortsteil Keldenich und dem Bornheimer Ortsteil Sechtem.

## Geographie

### Verlauf
Der Dickopsbach entspringt im Phantasialand südlich von Brühl auf einer Höhe von 117 m ü. NHN im Naturraum  552.10 Braunkohlen-Ville.
Vorrangig in östliche Richtungen abfließend, durchfließt der Bach zunächst die Badorfer Ortsteile Eckdorf und Geildorf, bevor er die Autobahn 553 unterquert. Anschließend durchquert er Schwadorf und fließt nach Wesseling, wo er auf 48 m ü. NHN linksseitig in den Rhein mündet. Aus dem Höhenunterschied von etwa 69 Metern errechnet sich ein durchschnittliches Sohlgefälle von 6,6 ‰.

### Einzugsgebiet und Zuflüsse
Sein 27,66 km² großes Einzugsgebiet entwässert er über den Rhein zur Nordsee.
| Name       | GKZ     | Lage   | Länge in km | EZG in km² |
| ---------- | ------- | ------ | ----------- | ---------- |
| Holzbach   | 273142  | rechts | 002,8610    | 0001,9780  |
| N. N.      | 2731432 | rechts | 001,1260    | ?          |
| Mühlenbach | 273144  | rechts | 005,5680    | 0013,6830  |